# Rechtsgeschichte Schwedens
Ausgangspunkt der Rechtsgeschichte Schwedens, wie der aller nordischen Rechtsordnungen, ist das altgermanische Recht. Ab dem 12. Jahrhundert begann man diese Rechte in Aufzeichnungen des lokalen Land- (landskapslagar) und Stadtrechts festzuhalten. Im 14. Jahrhundert gelang es schließlich, ein einheitliches Landrecht und ein einheitliches Stadtrecht für ganz Schweden durchzusetzen. Vor allem nach Ende des Dreißigjährigen Krieges trat Schweden durch den Einfluss der protestantischen deutschen Universitäten in Kontakt mit dem rezipierten römischen Recht. Als 1614 der Svea hofrätt und 1634 der Göta hofrätt gegründet wurden, war es selbstverständlich, dass diese mit am römischen Recht geschulten Berufsrichtern besetzt wurden; besonders im Vertragsrecht, wo das bisherige Recht stark lückenhaft war, drang somit römisches Recht nach Schweden vor – jedoch ohne dass es in Schweden zu einer echten Rezeption gekommen wäre.
Der Drang zur Rechtsvereinheitlichung führte schließlich 1734 zur Einführung des Sveriges rikes lag: ein Gesetzbuch in neun Büchern (balkar) mit 1300 Paragraphen, das das gesamte allgemeine Recht Schwedens enthielt. Der vergleichsweise geringe Einfluss des römischen Rechts zeigt sich hier vor allem in der Vermeidung allgemeiner Prinzipien und gelehrter Sprache. Das Gesetzbuch von 1734 orientierte sich eher kasuistisch an typischen Fallgestaltungen, die in einfacher Sprache beschrieben wurden und ist insgesamt als eher konservative Rückkehr zum germanischen Recht zu werten.
Das gesamte Staatsverfassungsrecht und das Recht der Gilden und Zünfte war separat geregelt, für das Seerecht war schon 1667 ein eigenes Gesetz erlassen worden. Das Strafrecht stand im 18. Jahrhundert im Zeichen der Liberalisierung: Gustav III. setzte sich für die Abschaffung der Folter und Todesstrafe ein, konnte sich jedoch gegen konservativen Widerstand nur teilweise durchsetzen.
Besonders im 19. Jahrhundert fehlte es unter dem Einfluss der französischen Kodifikationen nicht an Reformversuchen: 1811 errichtete man eine Kommission mit dem Auftrag, ein neues Gesetzbuch zu schaffen. Diese legte 1826 ihre Ergebnisse in einem neuen Zivilgesetzbuch vor, das dem französischen Code civil sehr ähnelte. Liberales Gedankengut wie die Gleichberechtigung der Frau und das gleiche Erbrecht für Geschwister hielt vor allem im Familien- und Erbrecht Einzug. Widerstand von konservativer Seite verhinderte deshalb, dass der Entwurf als Ganzer je in Kraft gesetzt wurde. Es blieb bei der schrittweisen Reform in Einzelbereichen.
Ab Mitte des 19. Jahrhunderts wurde der Einfluss des französischen Rechts zugunsten der deutschen historischen Schule zurückgedrängt. Ab dem letzten Drittel des 19. Jahrhunderts kam es zu verstärkter Zusammenarbeit der skandinavischen Länder, die in vielen Bereichen zur Rechtsvereinheitlichung im gesamten skandinavischen Raum führte. Formell ist das Gesetz von 1734 bis in die Gegenwart entweder in reformierter oder obsoleter Form in Kraft.